# L&YR Fish Van 72
Der Kühlwagen für den Fischtransport nach Musterblatt 72 (im Englischen mit Fish Van bezeichnet) wurde zwischen 1906 und 1921 in den bahneigenen Werkstätten der britischen Lancashire and Yorkshire Railway (L&YR) in Newton Heath gebaut.

## Geschichte
Um frisch gefangenen Fisch vom Hafen in Fleetwood sicher ins Landesinnere transportieren zu können, schaffte die L&YR ab 1906 spezielle Kühlwagen an. Die zweiachsigen Wagen liefen, genauso wie Kühlwagen für den Transport von Fleisch und Butter, im regulären Linienverkehr und wurden, wie in ganz Großbritannien damals üblich, an Personenzüge angehängt. Bis 1921 entstanden insgesamt 445 Wagen dieser Bauart.
Sehr viele Wagen erlebten am 1. Januar 1922 die Fusion mit der London and North Western Railway (LNWR) und ein Jahr später beim Inkrafttreten des Railways Act 1921 auch den damit verbundenen Zusammenschluss mehrerer Eisenbahngesellschaften zur London, Midland and Scottish Railway (LMS). 1932 waren bei der LMS noch 185 Exemplare im Einsatz. Sie erhielten im Zuge einer Umnummerierung der Güterwagen bei der LMS in diesem Jahr die Nummern 39812–39996.

## Lackierung und Beschriftung
Ab 1902 experimentierte die L&YR mit verschiedenen Farben für ihre Güterwagen. Waren Güterwagen zuvor aus unlackiertem Holz, wurden sie nun grau lackiert und bekamen eine weiße Beschriftung. Kühlwagen wurden in Pastellfarben, die in der Edwardischen Epoche allgemein sehr beliebt waren, lackiert. Wagen für den Transport von Butter waren hellblau, Wagen für den Transport von Fleisch rosa und die „Fish Vans“ in einem ganz hellen pastellgrün lackiert. Sie trugen jeweils eine schwarze Beschriftung. Ab 1908 wurden alle neuen Wagen dieser Kühlwagen-Bauarten weiß gestrichen. Die Beschriftung erfolgte weiterhin in schwarz.